# Арсенович Дмитро Антонович
Дмитро́ Анто́нович Арсенович — український військовослужбовець, старший солдат Національної гвардії України, учасник російсько-української війни. Кавалер ордена «За мужність» III ступеня (2022, посмертно).

## Життєпис
Студент Національного технічного університету України «Київський політехнічний інститут імені Ігоря Сікорського».
Загинув у 2022 році в ході російського вторгнення в Україну в боях за Київ.

## Нагороди
- Орден «За мужність» III ступеня (28 лютого 2022, посмертно) — за особисту мужність і самовіддані дії, виявлені у захисті державного суверенітету та територіальної цілісності України, вірність військовій присязі[2].